# خوسي بارادا
خوسي بارادا (بالإنجليزية: Jose Parada)‏ (24 سبتمبر 1987 بهيوستن في الولايات المتحدة - ) هو لاعب كرة قدم أمريكي في مركز الوسط. لعب مع أتلانتا سيلفرباكس.

## وصلات خارجية
- خوسي بارادا على موقع قاعدة بيانات كرة القدم.إي يو (الإنجليزية)
- خوسي بارادا على موقع قاعدة بيانات كرة القدم.إي يو (الإنجليزية)